# Гладышевский заказник

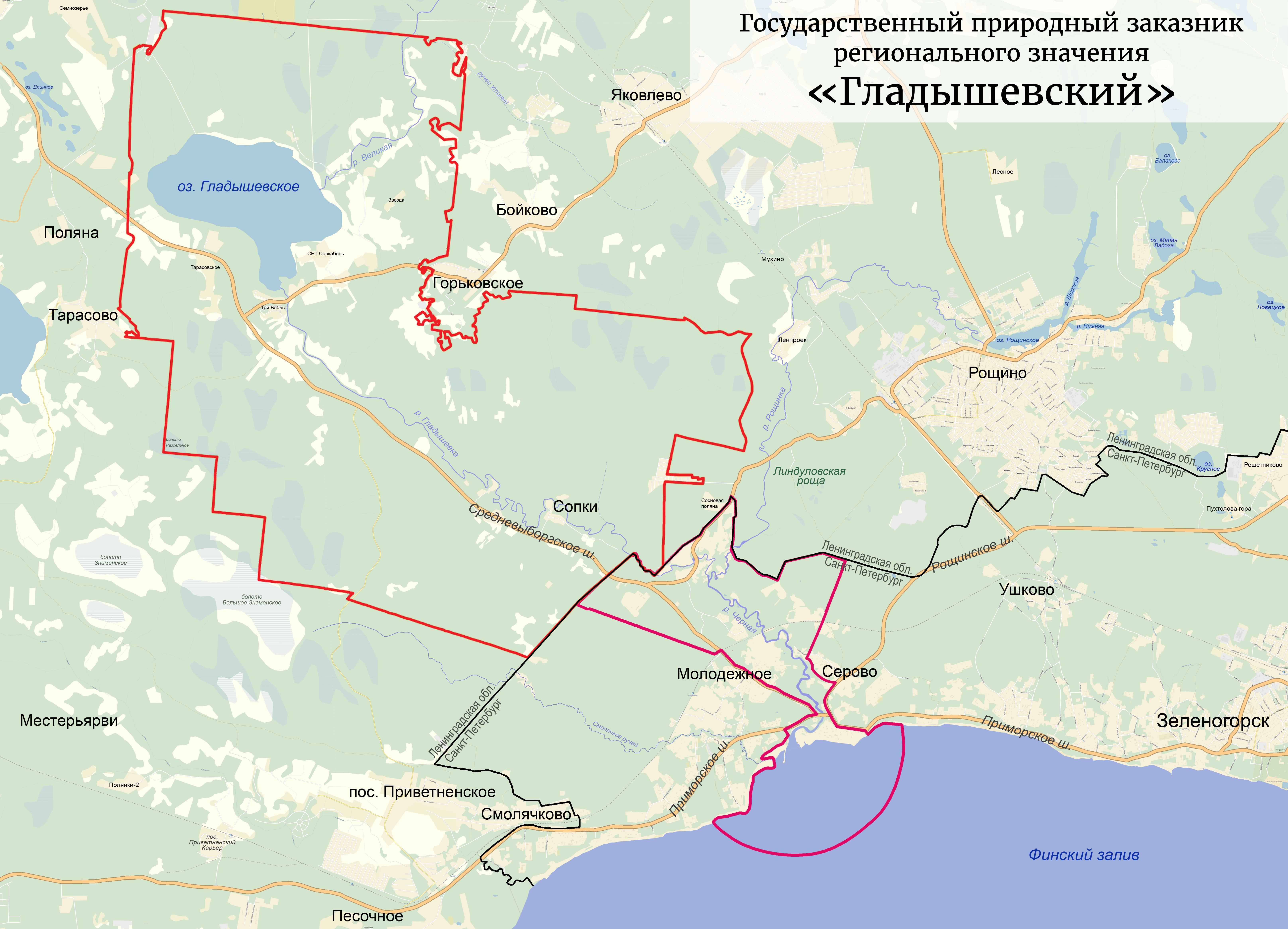
Схема границ Гладышевского заказника

Гладышевский заказник — особо охраняемая природная территория регионального значения. Создана в 1996 году в целях сохранения популяций лососёвых рыб и редкого моллюска — жемчужницы европейской.

## Общие сведения
Гладышевский заказник образован совместным распоряжением Губернаторов Санкт-Петербурга № 103-р и Ленинградской области — р/89-рг от 26 июля 1996 года «Об организации комплексного заказника „Гладышевский“».
Заказник расположен в юго-западной части Карельского перешейка на территории двух субъектов Российской Федерации — Санкт-Петербурга и Ленинградской области. Он занимает площадь 8,4 тысяч гектаров; девять десятых  территории находится в Выборгском районе Ленинградской области, и только одна десятая – в Курортном районе Санкт-Петербурга.
Рядом с Гладышевским заказником находится заказник Линдуловская роща, внесённая в список Всемирного культурного и природного наследия ЮНЕСКО.
Водная система заказника включает Гладышевское озеро, из которого вытекает река Гладышевка. На территории Санкт-Петербурга она сливается с рекой Рощинкой и образует Чёрную речку. Река Чёрная, в свою очередь, впадает в Финский залив. Акватория залива в радиусе от устья реки также входит в состав заказника.
Название заказника произошло от Гладышевского озера и реки Гладышевки (финские названия соответственно Ваммельярви и Ваммельйоки), которые, в свою очередь, были названы в честь героя Великой Отечественной войны лётчика Николая Александровича Гладышева.
На территории заказника запрещается:
- самовольная рубка деревьев и кустарников;
- проезд и стоянка автомототранспорта вне дорог общего пользования и специально отведенных мест;
- движение по озеру Гладышевское, рекам Великая и Гладышевка на маломерных моторных плавательных средствах, водных мотоциклах (гидроциклах);
- устройство туристических и рекреационных стоянок, установка палаток и разведение костров вне специально отведенных мест, пуск палов;
- устройство свалок, загрязнение территории и водных объектов;
- охота;
- сбор ботанических и зоологических коллекций;
- сбор, добыча охраняемых видов растений, грибов и животных.

## Ценные природные объекты заказника
На порожистых участках Гладышевки и Рощинки обитает двустворчатый пресноводный моллюск — жемчужница обыкновенная. В настоящее время этот моллюск относится к исчезающим видам животных и включён в Международную Красную книгу и Красную книгу Российской Федерации. Озеро и реки Гладышевского заказника служат местом нереста или же постоянным местообитанием для 13 видов рыб. Среди них есть и лососёвые рыбы — атлантический лосось и балтийская кумжа, занесённая в Красную книгу Российской Федерации.
На незамерзающих стремнинах рек зимует оляпка — единственный представитель отряда Воробьинообразных, способный к нырянию. Летом в заказнике можно встретить зимующего в Африке обыкновенного зимородка. Место впадения реки Чёрной в Финский залив является районом скопления водоплавающих и околоводных птиц, прежде всего уток: чомги, хохлатой чернети, кряквы, гоголя и других. В заказнике обитает ставшая редкой летяга.
Среди редких в Санкт-Петербурге и окрестностях млекопитающих можно отметить кабана, лося, енотовидную собаку, выдру, барсука, чёрного хорька, а также шесть видов летучих мышей. На песчаном побережье Финского залива встречаются ценные растительные сообщества, включающие такие виды как волоснец, гонкения, чина морская.
В акватории финского залива ООПТ "Гладышевский" и прилегающих к ней территории обитают 13 видов зелёных, 2 вида бурых и 1 вид красных макроводорослей. Три из них занесены в Красную книгу Ленинградской области:
- Псевдолитодерма слегка растянутая (лат. Pseudolithoderma subextensum)
- Хилбденбрандтия красная (лат. Hildenbrandia rubra)
- Эгагропила Линнея (лат. Aegagropila linnaei)

В 2006-2007 годах в рамках исследования на территории южной и восточной частях заказника было обнаружено 143 вида афиллофоровых грибов. Из них 7 в Красной книге Ленинградской области:
- Глеопорус тисовый (лат. Gloeoporus taxicola)
- Дентипеллис ломкий (лат. Dentipellis fragilis)
- Лейкогирофана мягкая (лат. Leucogyrophana mollusca)
- Лептоспоромицес Гальзена (лат. Leptosporomyces galzinii)
- Пикнопореллус блестящий (лат. Pycnoporellus fulgens)
- Постия зимняя (лат. Postia hibernica)
- Церипориопсис сухой (лат. Ceriporiopsis aneirina)Крутой берег реки Черная на территории Гладышевского Заказника , неподалёку от базы отдыха " Маяк" в пос. Молодёжное.

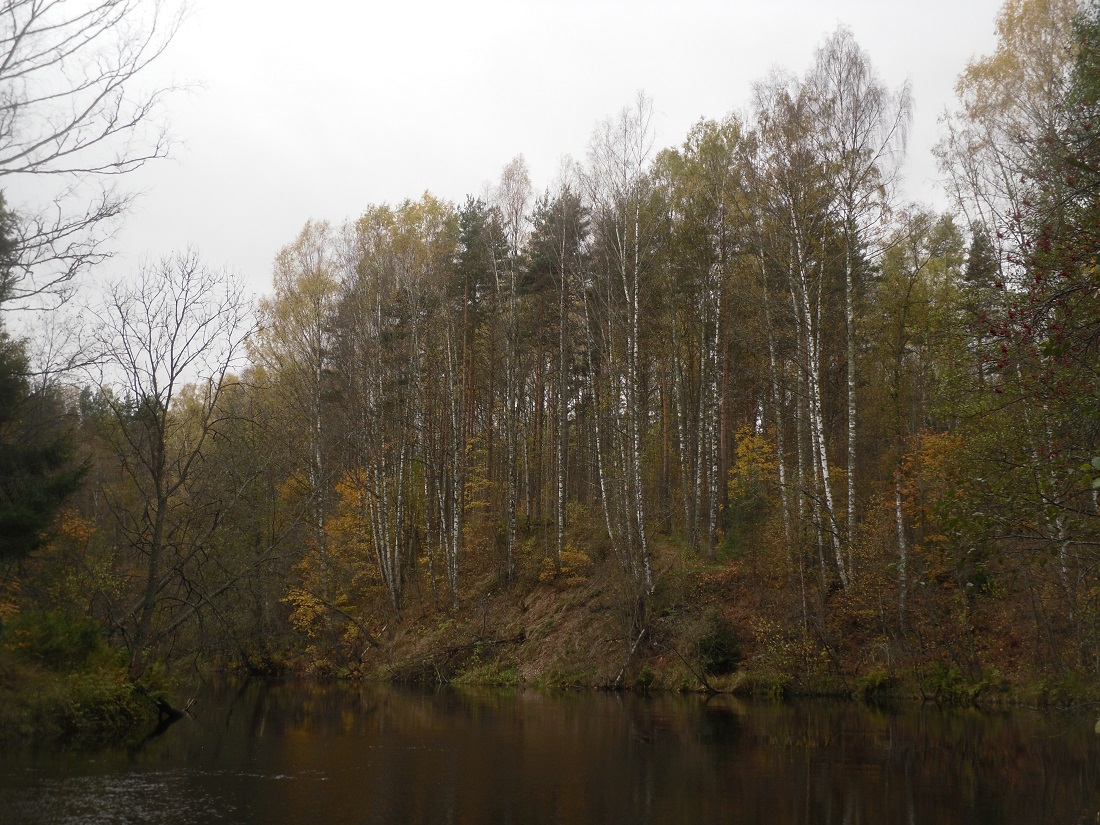
Крутой берег реки Черная на территории Гладышевского Заказника, неподалёку от базы отдыха " Маяк" в пос. Молодёжное.

В заказнике обитают и другие редкие виды животных.

## Организация эколагеря
С 8 по 12 августа 2011 года на территории заказника был организован экологический лагерь в рамках российско-финляндского проекта по восстановление популяций лососёвых рыб в реках, протекающих по территории Финляндии и России. В эколагере проводились лекции и практические занятия сотрудниками различных институтов и экологических организаций. Слушателями были студенты Санкт-Петербургского государственного университета, Петрозаводского госуниверситета и Университета города Турку (Финляндия). В работе приняли участие администрация Выборгского района Ленинградской области и Дирекция Комитета по природным ресурсам Ленинградской области и Санкт-Петербурга. Проект завершён в 2014 году.

## Фотогалерея
Виды заказника
Флора